# Entrevista

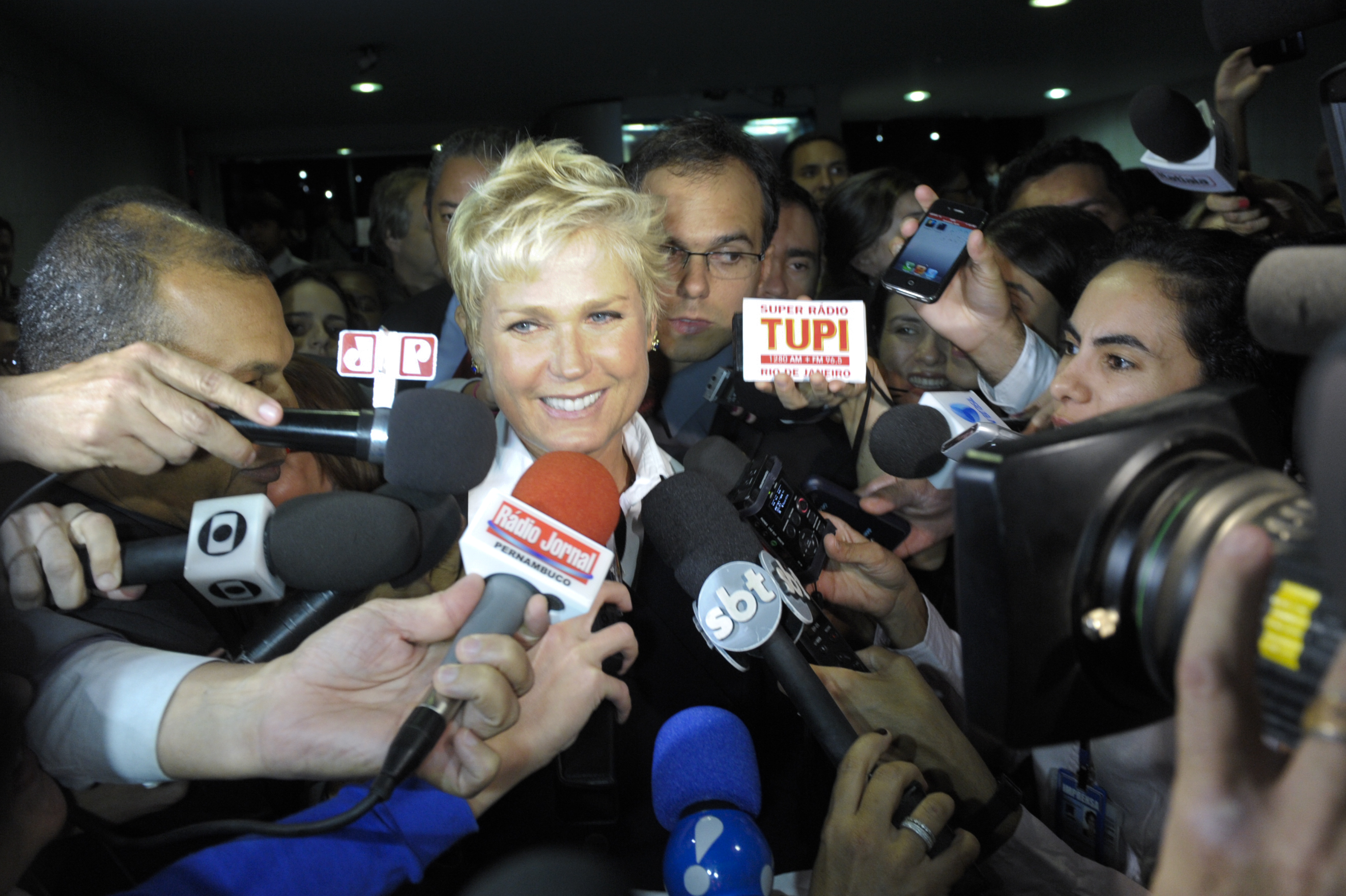
A apresentadora Xuxa concede entrevista ao chegar no Senado Federal do Brasil

Entrevista é uma conversa entre duas ou mais pessoas (o/s) ,entrevistador(es) e o(s) entrevistado(s). Onde perguntas são feitas pelo entrevistador de modo a obter informação necessária por parte do entrevistado.
Os repórteres entrevistam as suas fontes para obter destas declarações que validem as informações apuradas ou que relatem situações vividas por personagens. Antes de ir para a rua, o repórter recebe uma pauta que contém informações que o ajudarão a construir a matéria. Além das informações, a pauta sugere o enfoque a ser trabalhado assim como as fontes a serem entrevistadas. Antes da entrevista o repórter costuma reunir o máximo de informações disponíveis sobre o assunto a ser abordado e sobre a pessoa que será entrevistada.
Munido deste material, ele formula perguntas que levem o entrevistado a fornecer informações novas e relevantes. O repórter também deve ser perspicaz para perceber se o entrevistado mente ou manipula dados nas suas respostas, fato que costuma acontecer principalmente com as fontes oficiais do tema. Por exemplo, quando o repórter vai entrevistar o presidente de uma instituição pública sobre um problema que está a afetar o fornecimento de serviços à população, ele tende a evitar as perguntas e a querer reverter a resposta para o que considera positivo na instituição. É importante que o repórter seja insistente. O entrevistador deve conquistar a confiança do entrevistado, mas não tentar dominá-lo, nem ser por ele dominado. Caso contrário, acabará induzindo as respostas ou perdendo a objetividade.
As entrevistas apresentam com frequência alguns sinais de pontuação como o ponto de interrogação, o travessão, aspas, reticências, parêntese e às vezes colchetes, que servem para dar ao leitor maior informações que ele supostamente desconhece. O título da entrevista é um enunciado curto que chama a atenção do leitor e resume a ideia básica da entrevista. Pode estar todo em letra maiúscula e recebe maior destaque da página. Na maioria dos casos, apenas as preposições ficam com a letra minúscula. O subtítulo introduz o objetivo principal da entrevista e não vem seguido de ponto final. É um pequeno texto e vem em destaque também. A fotografia do entrevistado aparece normalmente na primeira página da entrevista e pode estar acompanhada por uma frase dita por ele. As frases importantes ditas pelo entrevistado e que aparecem em destaque nas outras páginas da entrevista são chamadas de "olho".

## Métodos de entrevista
Os métodos de entrevista são uma aplicação dos processos fundamentais de comunicação que quando são corretamente utilizados permitem ao investigador retirar das suas entrevistas elementos de reflexão muito ricos. Nos métodos de entrevista, contrariamente ao inquérito por questionário, há um contato direto entre o investigador e os seus interlocutores. Esta troca permite o interlocutor do investigador exprimir as suas ideias, enquanto que o investigador, através das suas perguntas, facilita essa expressão e não deixa-la fugir dos objetivos de investigação, cabendo também ao investigador trazer elementos de análise tão fecundos quanto possível.
No âmbito da análise de histórias de vida, o método de entrevista é extremamente aprofundado e detalhado com muitos poucos interlocutores, o que leva a que as entrevistas sejam divididas em várias sessões.
O método de entrevista é especialmente adequado na análise que os autores dão às suas práticas, na análise de problemas específicos e na reconstituição de um processo de ação, de experiências ou acontecimentos do passado. Tem como principais vantagens o grau de profundidade dos elementos de análise recolhidos, a flexibilidade e a fraca diretividade do dispositivo que permite recolher testemunhos dos interlocutores. Quanto a desvantagens, a questão de flexibilidade também pode vir ao de cima. Isto porque o entrevistador tem que saber jogar com este fator, de forma a estar à vontade, mas também de forma a não intimidar o interlocutor, o que poderia ocorrer caso a linguagem ou a postura do entrevistador fossem de tal forma flexíveis. Outra desvantagem comparativamente ao método de inquérito por questionário é o fato de os elementos recolhidos não se apresentarem imediatamente sob uma forma de análise particular.
O método das entrevistas está sempre relacionado com um método de análise de conteúdo. Quantos mais elementos de informação conseguir aproveitar da entrevista, mais credível será a nossa reflexão e maior será a completude da ação.

## Entrevista não-dirigida
Uma entrevista para a televisão.
A entrevista semi-direta é a mais utilizada em investigação social. É semi-diretiva pois é encaminhada por uma série de perguntas guias, relativamente abertas e não muito precisas, que não obedecem necessariamente à ordem que está anotada no guião. O entrevistador desta forma, “deixará andar” dentro do possível o entrevistado, esforçando-se apenas para reencaminhar a entrevista para os seus objetivos quando esta se perder um pouco, colocando perguntas às quais o entrevistado não chega por si próprio, de forma natural e no tempo certo.

## Entrevista dirigida
Já a entrevista dirigida, ou focused interview, tem como objetivo analisar uma experiência que o entrevistado tenha vivido ou assistido. O entrevistador não dispõe de nenhum guia com perguntas preestabelecidas, mas sim de uma lista de tópicos relativos ao tema estudado que serão necessariamente abordados ao longo da entrevista com o desenrolar da conversa.